# الحفارة تي 130
الحفارة تي 130 هي إحدى أكبر 4 حافرات عملاقة في العالم من طراز «تي 130» أمريكية الصنع موجودة حاليا في أفغانستان، ويستخدمها الجيش الأمريكي لإستخراج المياه في أفغانستان، واستخدمت في إخراج العمال 32 المحتجزين في منجم نحاس في تشيلي، الموافق الثلاثاء 12-10-2010، وتم إخراج 32 عاملا تشيليا وبوليفي واحد، كانوا محاصرين منذ 67 يوما في فراغ مظلم مساحته 50 مترا مربعا عند عمق 700 متر تحت الأرض بعد أن انهار عليهم سقف منجم كانوا يستخرجون منه النحاس الخام في التشيلي الواقعة بأقصى جنوب القارة الأمريكية الجنوبية.